# Jacques Monod
Jacques Lucien Monod (ur. 9 lutego 1910 w Paryżu, zm. 31 maja 1976 w Cannes, Francja) – francuski biochemik, laureat Nagrody Nobla z dziedziny fizjologii i medycyny w 1965 roku za odkrycie mechanizmów genetycznej kontroli działania komórek.
Od 1945 roku pracownik działu biochemii komórki Instytutu Pasteura w Paryżu (od 1971 dyrektor), od 1959 roku profesor Uniwersytetu Paryskiego (Sorbony), od 1967 roku w College de France. Członek Royal Society Towarzystwa Królewskiego w Londynie i innych narodowych akademii nauk (m.in. Amerykańskiej Akademii Nauk w Waszyngtonie).
W latach 40. XX w. prowadził badania nad chemiczną naturą genów i ich rolą w biosyntezie białek i metabolizmie.
W 1961 roku Jacques Monod wraz z F. Jacobem odkryli istnienie informacyjnego RNA (mRNA) oraz przedstawili model regulacji działania genów (operon), a w 1963 roku odkrywają allosteryczne hamowanie enzymów.
Profesor Jacques Monod prowadził prace z fizjologii, kinetyki reakcji metabolizmu bakterii oraz dotyczące procesów regulacji metabolizmu i mechanizmów dziedziczenia w komórce. W otrzymał 1965 Nagroda Nobla (razem z F. Jacobem i A. Lwoffem).
Napisał książkę Przypadek i konieczność (1970, wyd. pol. 1979). Esej o filozofii biologii współczesnej, która spowodowała ożywioną dyskusję naukową, a także filozoficzno-polityczną. Profesor Monod rozważał w niej związki zachodzące między właściwościami organizmów żywych, poznanymi na podstawie pierwszych badań molekularnych, głównie na mikroorganizmach, a ewolucją organizmów żywych i wszechświata oraz wpływ badań naukowych na koncepcje etyczne i polityczne tworzone przez człowieka.
W 1991 w Białymstoku została wydana przez Krajową Agencję Wydawniczą książka Jerzego Kosińskiego pt. Śmierć w Cannes (tłum. Waldemar Piasecki), która opowiada o ostatnich dniach Jacques’a Monoda przed śmiercią.